# Олан
Ола́н (фр. и окс. Olemps) — коммуна во Франции, находится в регионе Окситания. Департамент — Аверон. Входит в состав кантона Западный Родез. Округ коммуны — Родез.
Код INSEE коммуны — 12174.
Коммуна расположена приблизительно в 510 км к югу от Парижа, в 125 км северо-восточнее Тулузы, в 2 км к западу от Родеза.

## Население
Население коммуны на 2008 год составляло 3165 человек.
| 1962 | 1968 | 1975 | 1982 | 1990 | 1999 | 2008 |
| ---- | ---- | ---- | ---- | ---- | ---- | ---- |
| 2018 | 2201 | 2562 | 2856 | 3032 | 3020 | 3165 |

## Экономика
В 2007 году среди 1977 человек в трудоспособном возрасте (15—64 лет) 1487 были экономически активными, 490 — неактивными (показатель активности — 75,2 %, в 1999 году было 68,1 %). Из 1487 активных работали 1436 человек (757 мужчин и 679 женщин), безработных было 51 (24 мужчины и 27 женщин). Среди 490 неактивных 167 человек были учениками или студентами, 231 — пенсионерами, 92 были неактивными по другим причинам.

## Достопримечательности
- Придорожный крест (XV век). Памятник истории с 1910 года[3]

## Фотогалерея
- Крест
- Карта коммуны